# Chrystyna Wosnjak
Chrystyna Wosnjak (ukrainisch Христина Восняк, engl. Transkription Khrystyna Vozniak; * 9. Dezember 1996) ist eine ukrainische Tennisspielerin.

## Karriere
Wosnjak spielt überwiegend auf Turnieren der ITF Women’s World Tennis Tour, wo sie bislang einen Titel im Doppel gewann.

### College Tennis
Sie spielte 2014/15 für die Seawolves der Stony Brook University und von 2015 bis 2018 für die Damentennismannschaft der Bulldogs der Mississippi State University.

## Turniersiege

### Doppel
| Nr. | Datum              | Turnier  | Kategorie | Belag     | Partnerin           | Finalgegnerinnen              | Ergebnis         |
| --- | ------------------ | -------- | --------- | --------- | ------------------- | ----------------------------- | ---------------- |
| 1.  | 23. September 2023 | Monastir | ITF W15   | Hartplatz | Magdalini Adaloglou | Vaishnavi Adkar Georgia Gulin | 4:6, 6:3, [10:7] |

## Persönliches
Chrystyna ist die Tochter von Roman und Lesia Vozniak und studierte Geologie. Nach ihrem Abschluss arbeitet sie als Student Assistant Coach an der Mississippi State University.